# Odynerus turpis
Odynerus turpis är en stekelart som beskrevs av Henri Saussure 1871. Odynerus turpis ingår i släktet lergetingar, och familjen Eumenidae. Inga underarter finns listade i Catalogue of Life.